# センピル教育団

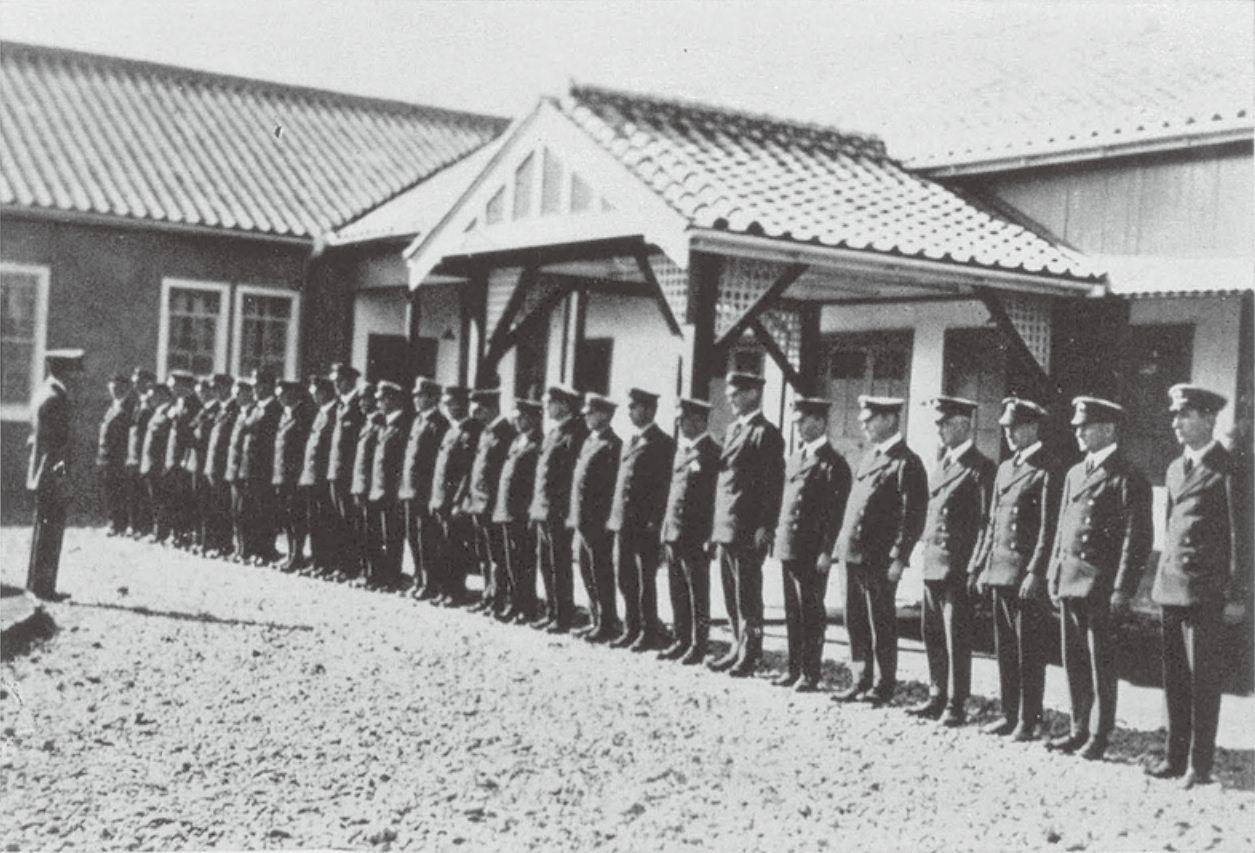
センピル教育団

センピル教育団（センピルきょういくだん）は、大日本帝国海軍の求めに応じて、航空技術を指導するために来日した、イギリス空軍の教育団である。後に第19代センピル卿の爵位を継承するウィリアム・フォーブス＝センピル大佐に率いられ、1921年（大正10年）9月から18か月間、29人の指導員が日本に滞在し、海軍の航空技術を指導した。
教育は霞ヶ浦海軍航空隊で始められ、グロスター スパローホークなどの日本の依頼で購入しイギリスから持ち込んだ100機ほどの新型航空機を使って、雷撃法や標準器を使用する爆撃法などの訓練が行われた。
イギリスにおける航空母艦「アーガス」や「ハーミーズ」の計画についての情報ももたらされ、建造の最終段階にあった「鳳翔」に参考とされた。
1922年11月にセンピル大佐は講習の任務を終了し、勲三等を賜り、大部分の人員をつれて帰国した。これに伴って臨時海軍航空術講習部は廃止され、（1922年11月に）霞ヶ浦海軍航空隊が正式に開隊した。

## 教育団招聘の経緯
1918年（大正7年）8月、陸軍航空はフランスから無償技術指導の提案（見返りとして日本がフランスに軍用飛行機を多数発注することを希望）を受け、翌1919年（大正8年）1月、井上幾太郎少将を長とする臨時航空術練習委員は日本にジャック＝ポール・フォール大佐を団長とするフランス航空教育団（陸軍部内での呼称は「仏国航空団」）を招聘した。「仏国航空団」は総勢57名で、所沢陸軍飛行場、各務ヶ原陸軍演習場、熱田の兵器支廠ほかで、それぞれ指導を行った。このとき、海軍航空からも教官や学生が講習を見学した。爆撃班の教官はヴュラン大尉を主任とする3名であり、4月から8月まで2次にわたって浜名湖の北にある三方原で指導をした。後年陸軍航空を支える若手航空将校たち16名とともに、海軍航空からも千田貞敏中尉ら3名も講習員として参加した。
陸軍航空の教育団招聘をみて、海軍航空でも航空先進国であったイギリス（英国）からミッションを呼び本格的な航空訓練をやりなおす方針をかためた。軍務局内の航空部主任、大関鷹麿中佐は「個々の出張や洋行などはやめて、英国から信頼できる教官をたくさん呼んできて訓練をすれば、全部を一気に教育することができる。そして1日でも早く欧米の航空レベルに追いつくことを考えなければならない」と決断した。
海軍は当時ロンドンの駐英大使館付武官であった小林躋造少将に斡旋を依頼した。小林少将は英国空軍の幹部と懇談し、英国空軍は好意をもって人物を選抜し、優秀な専門家を選りすぐって日本へ送ることにした。教育団の人員は、次のほか下士官をふくめ総勢29名であった。
- 団長　センピル大佐
- 副長　メイヤース中佐
- 飛行部長　ファウラー少佐
- 兵器部長　エルドリッチ少佐

教育団は、1921年の春から夏にかけて霞ヶ浦に到着した。
一方、国際政治においては、アメリカ合衆国の発案により11月11日から、アメリカ、イギリス、日本、フランス、イタリアの軍縮を討議するためのワシントン会議が開催され、翌年2月にはワシントン海軍軍縮条約が採択されることとなった。

## 臨時海軍航空術講習部の編成
当時、海軍航空は霞ヶ浦と周辺の陸上80万坪、水上290万坪を購入し、飛行場として建設していた。
迎える日本の海軍航空側では、このとき臨時海軍航空術講習部を編成した。
- 部長　当時の田尻唯二少将（階級は当時）
- 副長　臼井国中佐
- 内務主任　塚原二四三少佐
- 兵学科主任　松永寿雄少佐

講習員に選ばれた主な将校は、室井留雄、大西瀧治郎、今村脩、酒巻宗孝、吉良俊一、三木森彦、千田貞敏の各大尉（当時）などだった。

## 教育と持ち込んだ航空機

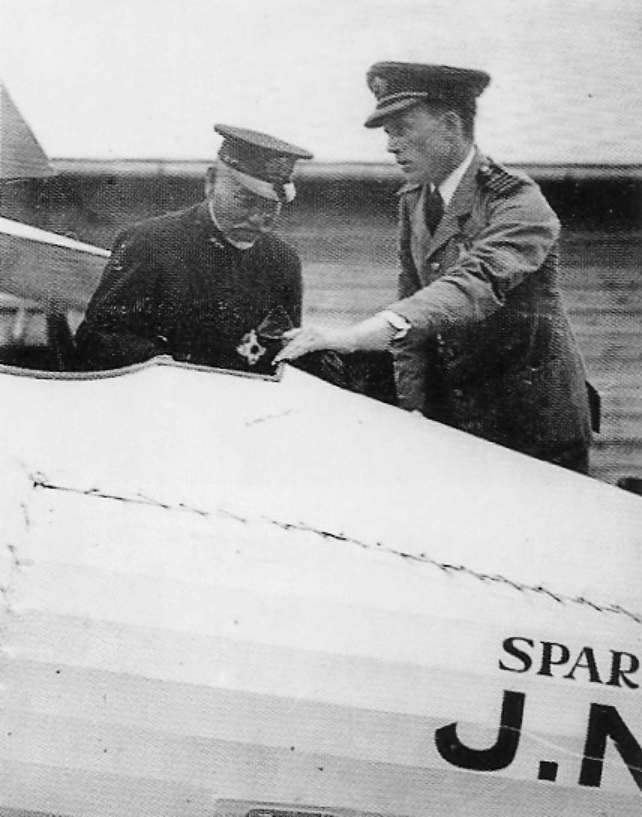
東郷平八郎に、グロスター スパローホークを見せるセンピル大佐

団長であった当時のセンピル大佐はスコットランドの貴族出身で、若くして戦功をあげ、28歳で大佐に抜擢された空軍将校だった。指導方針は厳格で、間違えると容赦なく叱責したが、教えたとおりできれば明るく笑顔で喜ぶ人だった。
教育の主任は次のとおりだった。
- 操縦主任　ファウラー少佐
- 整備主任　アトキンソン少佐
- 飛行艇主任　ブラックレー少佐
- 艦隊作戦主任　スミス少佐
- 水上機主任　ブライアン大尉
- 落下傘主任　オードリース少佐

彼らが持ち込んだ航空機は、次のものなど約100機であり、多様だった。
- 陸上機
  - アブロ 504陸上練習機／水上練習機 (A.V.Roe 504 K/L Trainer)
  - グロスター スパローホーク艦上戦闘機 (Gloster Sparrowhawk Carrier Fighter)
  - パーナル パンサー艦上偵察機 (Parnall Panther Carrier Reconnaissance-plane)
  - ブラックバーン スウィフト雷撃機 (Blackburn Swift Carrier Torpedo-Bomber)
  - ソッピース クックー単座雷撃機 (Sopwith Cockoo T.Mk.2 Carrier Torpedo-Bomber)
- スーパーマリン シール水陸両用飛行艇 (Suprmarine Seal Amphibian Flying-boat)
- ヴィッカース バイキング水陸両用飛行艇 (Vickers Viking Amphibian Flying-boat)
- ショート F5号飛行艇 (Short F.5 Patrol Flying-boat)

日本の海軍航空は当時は水上機しか使っていなかったので、驚きをもって迎えた。
霞ヶ浦では艦上機の操縦と射撃、偵察、爆撃、雷撃の講習を行い、横須賀では水上機の操縦、飛行船、気球の操縦などの講習を受けた。日本側の海軍航空の講習員全員の熱意はもちろんのこと、英国空軍側も、センピル大佐をはじめとする責任者たちは実に誠意をもって指導してくれた。後年不幸にも英国と日本は敵味方に分かれて戦うことになったが、少なくとも海軍航空はこの時に面目を一新した。
センピル卿は帰国後も日本海軍のために情報を提供するなど便宜を図りつづけ、神風号がロンドンに到着した際にも出迎えた。しかし、こうした行動を日英同盟解消、第二次世界大戦勃発といった状況の変化にもかかわらず続けたので、日英開戦後は日本のスパイとして取り調べられた。